# 2223 Sarpedon
2223 Sarpedon è un asteroide troiano di Giove del campo troiano del diametro medio di circa 94,63 km. Scoperto nel 1977, presenta un'orbita caratterizzata da un semiasse maggiore pari a 5,2337521 UA e da un'eccentricità di 0,0153507, inclinata di 15,95994° rispetto all'eclittica.
L'asteroide è dedicato a Sarpedonte, il semidio figlio di Zeus e re dei Lici alleato di Priamo nella guerra di Troia.